# Diaphorus longicornis
Diaphorus longicornis är en tvåvingeart som beskrevs av Olejnicek 2005. Diaphorus longicornis ingår i släktet Diaphorus och familjen styltflugor.
Artens utbredningsområde är Laos. Inga underarter finns listade i Catalogue of Life.